# Bacona
Bacona az Amerikai Egyesült Államok Oregon államának Washington megyéjében elhelyezkedő önkormányzat nélküli település.

## Története
Nevét az 1897. május 24-e és 1934. január 31-e között működő posta első vezetőjéről, Cyrus Baconről kapta. 1915-ben 70 lakosa volt, de az 1933-as tillamooki erdőtüzek miatt gyors hanyatlásnak indult.
Peter Hoffman fűrészüzemének nyolc alkalmazottja volt.

## Fordítás
- Ez a szócikk részben vagy egészben  a   Bacona, Oregon című angol Wikipédia-szócikk ezen változatának fordításán alapul.  Az eredeti cikk szerkesztőit annak laptörténete sorolja fel. Ez a jelzés csupán a megfogalmazás eredetét és a szerzői jogokat jelzi, nem szolgál a cikkben szereplő információk forrásmegjelöléseként.